# Gartenstadt (Strausberg)
Gartenstadt ist ein Wohnplatz der Stadt Strausberg im Landkreis Märkisch-Oderland in Brandenburg.

## Geographie
Der Ort liegt zwei Kilometer nordnordöstlich des Stadtkerns von Strausberg. Die Nachbarorte sind Wilkendorf im Nordosten, Roter Hof im Südosten, Strausberg und Friedrich-Schiller-Höhe im Südwesten sowie Gielsdorf im Nordwesten. Sie wird über die Landesstraße L 23 angebunden. Mehrere Buslinien bieten eine Verbindung in den Stadtkern von Strausberg sowie nach Wilkendorf und Gielsdorf an.